# Attila Ara-Kovács
Attila Ara-Kovács (ur. 14 stycznia 1953 w Oradei) – węgierski filozof, dziennikarz, wydawca i polityk, poseł do Parlamentu Europejskiego IX kadencji.

## Życiorys
Urodził się i mieszkał w Rumunii. W latach 1973–1978 studiował filozofię na Uniwersytecie Babeș-Bolyai w Klużu-Napoce. Zajął się działalnością literacką, działał w grupie literackiej w Oradei. Był inwigilowany przez funkcjonariusz policji politycznej Securitate (zarzucano mu „nacjonalistyczną aktywność”). W 1982 zainicjował i współredagował kilka tomów drugoobiegowego czasopisma „Ellenpontok”. Ostatecznie uzyskał zgodę na osiedlenie się na Węgrzech, gdzie zamieszkał w 1983, zrzekając się rumuńskiego obywatelstwa. Na Węgrzech zajmował się zawodowo do 1990 działalnością wydawniczą. Do czasu przemian politycznych jego działalność była monitorowana przez rumuńskie służby specjalne.
W latach 1990–1993 wydawał programy w języku węgierskim produkowane przez ORF w Wiedniu, później pracował jako analityk. Współpracował też z różnymi tytułami prasowymi. W latach 1998–2002 kierował biurem spraw zagranicznych Związku Wolnych Demokratów, od 2000 pracował jednocześnie jako główny doradca do spraw zagranicznych i bezpieczeństwa w administracji parlamentu. Później zatrudniony jako wyższy urzędnik w resorcie spraw zagranicznych. W latach 2007–2013 był dyrektorem think tanku Republikon Institute.
W 2014 objął funkcję dyrektora biura spraw zagranicznych w strukturze Koalicji Demokratycznej. W 2019 z listy tej partii uzyskał mandat eurodeputowanego IX kadencji.